# Алиев, Камиль Мусеиб оглы
Камиль Мусеиб оглы Алиев (азерб. Kamil Müseyib oğlu Əliyev; 22 октября 1921, Эривань — 1 марта 2005, Баку) — азербайджанский художник по ковру, автор многочисленных образцов азербайджанского ковра, заслуженный художник Азербайджанской ССР (1968), народный художник Азербайджанской ССР (1980).
Камиль Алиев окончил Азербайджанский государственный художественный техникум, был участником Великой Отечественной войны. Свою карьеру Алиев начал ещё в 1937 году, в экспериментальной лаборатории «Азерхалча» в качестве художника-копировщика. Здесь он работал вместе с Лятифом Керимовым. Первой же творческой удачей Камиля Алиева стал ковёр «Физули», сотканный в 1958 году в связи с 400-летием кончины Физули.
Камиль Алиев известен прежде всего как автор портретных ковров. Он создал целую серию полотен, посвящённых многим известным людям. Привнесение же в азербайджанское искусство ковроткачества реалистического портретного жанра считается основной заслугой Алиева.
В Баку функционирует дом-музей Камиля Алиева, на стене которого установлен барельеф художника. В 2011 году же в связи с распоряжением президента Азербайджана о праздновании 90-летнего юбилея Камиля Алиева, в Азербайджане прошли мероприятия по этому случаю и выставки работ художника.

## Биография

### Ранние годы
Камиль Мусеиб оглы Алиев родился 22 октября 1921 года в городе Эривань Армянской ССР. В 1932 году, когда Алиеву было всего 11 лет, семья переехала в Баку. Спустя два года, в 1934 году, отец Камиля Мусеиб Алиев скончался. Тягу к искусству тканья ковров Камилю привила его мать Ханым. Камиль Алиев впоследствии вспоминал:
Моя мать научилась этому искусству у бабушки. Она вязала цветочные джорабы, украшала странными узорами края платков, корнями различных растений красила в разные цвета нитки… Влечение к ковроделию передалось мне от матери.
После смерти отца его мать Ханым осталась одна с пятью детьми. Учась в то время в начальных классах, Камиль в свободное время рисовал, копировал табло и картины. В скором времени всей школе было известно, что у Камиля есть талант к рисованию. Учителя советовали Алиеву после окончания семилетнего образования поступить в художественное училище. Камиль Алиев, помимо рисования, изготовлял в свободное время различные изделия из металла (ножницы, кольца и пр.).

### Учёба в техникуме
Позднее старшая сестра Камиля Манзара отвела его в Азербайджанский государственный художественный техникум (ныне — Колледж искусств при Художественной академии). Таким образом, в 1935 году, в 14 лет, Камиль Алиев уже был студентом данного училища. Начавший учёбу на курсе декорации Алиев, был также и кормильцем семьи. Деньги Камиль начал зарабатывать, рисуя лозунги для различных школ. Люди знакомые с работами художника советовали ему поступить на работу в «Азерхалча».
Так, в 1937 году Камиль Алиев начал свою трудовую деятельность в экспериментальной лаборатории «Азерхалча» в качестве художника-копировщика. В то время пять художников ткали ковёр на сюжеты поэм Низами Гянджеви, что было связано с 800-летним юбилеем поэта. Лятиф Керимов работал над главной темой, а другие художники над сюжетами. Технические узоры сцены «Бахрам на охоте» из поэмы «Семь красавиц» разрабатывал Камиль Алиев. Алиев также помогал другим известным художникам, зарабатывая до 300 рублей, чего хватало для удовлетворения нужд семьи. Алиеву было всё равно под чьим именем демонстрировались его работы и куда их увозили. Художника волновало только благополучие его братьев и сестёр.

### Война
В 1941 году началась Великая Отечественная война и Камиль Алиев отправился на фронт. С октября 1942 года служил в 481-м Батальоне Аэродромного Обслуживания. В начале служил в должности пулемётчика-зенитчика, а с января 1942 года, то есть с момента вступления в состав действующей армии, был командиром зенитно-пулемётного отделения.
По словам командования, Алиев, «достиг больших результатов, выковав в себе все качества отличного зенитчика, — мужество, чуткий слух, острое зрение и отличное знание материальной части пулемёта». В течение года, за который Алиев пребывал в действующей армии, он отличился, отражая налёты авиации противника на аэродромы в станицах Крымской и Белореченской, а также в станице Кабардинке, на территории которой располагалась часть. Во время бомбардировок с воздуха, Камиль Алиев не покидал свой пост, ведя пулемётный огонь по вражеской авиации.
11 февраля 1943 года территория расположения части в станице Кабардинка была шесть раз атакована авиацией противника, с 16:00 до 19:30 более 50 крупнокалиберных бомб враг сбросил на станицу. В течение этого времени ефрейтор Камиль Алиев, всё время оставаясь на своём посту, стрелял по вражеским самолётам. При этом, в результате бомбардировок покрышки и борты автомашины Алиева получили повреждения. За мужество и отвагу, проявленные во время налёта вражеской авиации на территорию расположения части 11 февраля 1943 года ефрейтор Камиль Алиев был удостоен правительственной награды — медали «За боевые заслуги».
23 апреля 1945 года начальником 26 Района Авиационного Базирования полковником Михаилом Бурцевым старшине 584 отдельной зенитно-пулемётной роты сержанту Камилю Алиеву была вручена медаль «За оборону Кавказа».
Алиев был несколько раз ранен в годы войны. В 1945—1946 гг. Камиль Алиев служил на территории Германии, в составе советских оккупационных войск в Берлине.

### Становление и признание
Первым человеком, с кем Камиль Алиев встретился, вернувшись после окончания войны и после того, как увидел родных, был Лятиф Керимов. Керимов был против того, чтобы Алиев продолжал работать в «Азерхалча» и посоветовал ему обратится в художественный фонд Союза художников. С 1946 по 1961 год Камиль Алиев работал в данном фонде. Наряду с этим Камиль Алиев продолжал рисовать, писал портреты, создавал пейзажи. Также Алиев рисовал трафареты для ковров, внутри которых изображал известных людей Азербайджана, поэтов и деятелей науки.
В 1958 году Камиль Алиев впервые создал эскиз ковра в связи с 400-летием кончины Физули. Хотя Алиев и не был уверен, что по его эскизу создадут ковёр. В это время Алиев дружил с композитором Кара Караевым. Увидев эскиз Алиева и оценив его, Караев заявил художнику: «Знаю, что есть те, кто тебе мешает, но я обращусь куда надо и обязательно покажу твою работу». Таким образом, Кара Караев вместе с Камилем Алиевым отправились в Министерство культуры. Там сначала не поверили, что автором эскиза является малоизвестный простой художник. Но Караев уверил, что вся работа выполнена Алиевым на его глазах. После долгих обсуждений по приказу министерства ковёр «Физули» по эскизу Камиля Алиева был соткан. Это был первый творческий успех Камиля Алиева. В 1959 году Алиевым был выполнен сюжетный ковер, посвященный 40-летию установления Советской власти в Азербайджане
Впоследствии по эскизам Алиева было соткано множество ковров. Впервые заслуги Камиля Алиева были оценены в 1960 году, когда за заслуги перед искусством Азербайджана ему была вручена Почётная грамота. Впоследствии Камиль Алиев был удостоен звания Заслуженного (1968), а затем и Народного художника Азербайджанской ССР (1980).
В 1954 году Камиль Алиев был назначен директором и главным художником «Союз-Торг рекламы». В 1961 году стал директором Творческо-производственного комбината Художественного фонда, а в 1964 год — 1971 годах являлся директором Бакинской ювелирной фабрики. В этом же году Камиль Алиев был начальником производственного отдела Министерства местной промышленности. С 1993 года и до конца жизни Камиль Алиев был главным директором научно — производственного объединения «Азерхалча».
В 1998 году Верховной Аттестационной Комиссией Камилю Алиеву было присвоено звание профессора в области декоративно-прикладного искусства. В 1999 году указом президента Азербайджана Гейдара Алиева Камиль Алиев был награждён орденом «Независимость».
Скончался Камиль Алиев 1 марта 2005 года в Баку. Похоронен на Аллее почётного захоронения в Баку.

## Творчество
Камиль Алиев известен как автор портретных ковров. Художник создал целую серию полотен, посвященных многим известным людям. Основной заслугой Камиля Алиева считается использование реалистического портретного жанра в искусстве азербайджанского ковроткачества.

Ковёр «Низами» работы Камиля Алиева. 1990 год. Музей азербайджанского ковра (Баку)

Творчество Камиля Алиев подразделяется в основном на четыре периода. В первый период творчества Алиев создавал портреты поэтов и мыслителей Азербайджана. Во второй период — портреты зарубежных литературных деятелей (Шота Руставели, Александр Пушкин, Рабиндранат Тагор и пр.). Третий период творчества художника был посвящён главным образом политическим лидерам (Гейдар Алиев, Ататюрк). Наконец, в четвёртый период своего творчества Камиль Алиев создавал ковры в основном с портретами «святых» людей. Среди последних можно отметить ковры «Мать» и «Мир Мовсум Ага», с которым Алиев был лично знаком. Как отмечает Сабина Садыхова, помимо художественного решения, эти ковры интересны и особым отношением к ним художника. По словам жены Алиева, эти два ковра были особенно важны для него.
Осенью 1994 года президенту Турции Сулейману Демирелю был подарен ковёр с его портретом работы Камиля Алиева. Демирель был настолько восхищён этим произведением искусства, что жизненностью портрета, что заявил: «Это Сулейман Демирель, тогда кто я?». Один из ковров из этого цикла с изображением президента Азербайджана Гейдара Алиева был подарен ему. Президент Алиев высоко ценил творчество художника и называл его своим «старым другом».
Камиль Алиев всегда говорил, что «ковёр, как и нефть, является стратегическим ресурсом». Эта убеждённость заставляла его всегда задумываться о будущем ковроделия. По собственной инициативе и на собственный средства им был создан Дом ковра, в надежде на то, что когда-то здесь будет организован музей.
Созданные Камилем Алиевым в разные годы ковры сегодня демонстрируются в выставочных салонах Турции, Ирана, США, Индии, России, Узбекистана. В 1998 году, ковры, сотканные по эскизам Камиля Алиева, были удостоены XXIII Международной награды «За лучшую торговую марку» («Клуб Торговых Лидеров», Женева, Швейцария) и X золотого приза Америки «За качество» (Нью-Йорк, США).
Первая выставка работ Камиля Алиева состоялась в 1984 году в Непале. Ковры, сотканные под руководством и по эскизам Алиева, были высоко оценены на этой выставке. В 1987 году прошла выставка работ Алиева в столице Индии, городе Дели, в 1990 году — в трёх городах Турции — Анкаре, Измире и Стамбуле, в 1994 году — в столице Ирана, городе Тегеран. В 1999 году выставка работ Камиля Алиева состоялась в Лондоне (Великобритания).
Центральное поле своих портретных ковров Камиль Алиев украшал декоративными композициями, известными как «Ислимибендлик», «Тирме», «Буталы». Эти же композиции художник применял и в орнаментальных коврах. Тем самым наибольшее предпочтение Алиев отдавал композиции «Ислимибендлик», которая встречается в коврах с портретами Н. С. Хрущёва (1960), Насими (1973), М. Ф. Ахундова (1978), Гейдара Алиева (1980), Шоты Руставели (1981), В. И. Ленина (1984), Индиры Ганди" (1985), Леонида Брежнева (1981), короля Фахда (1996) и Ильхама Алиева (1997).
Классическая орнаментальная композиция «Тирме» применялась художником в качестве фона центрального поля в таких коврах-портретах, как «М. Ф. Ахундов» (1978), «Рабиндранат Тагор» (1987), «Мамед Эмин Расулзаде» (1992), «Аятолла Хамнейи» (1993), «Сулейман Демирель» (1994), «Принц Дубая» (1995), «Б. Н. Ельцин» (1996), «Билл и Хиллари Клинтон» (1997), «Гейдар Алиев» (1998), «Зарифа Алиева» (2003), «Мать» (2003), «Гейдар Алиев» (2004). Алиев обрамлял созданные им портреты как в прямоугольные, так и в круглые рамки.
Редко встречается в коврах-портретах Камиля Алиева композиция «Буталы». Элемент «бута» встречается в оформлении центрального поля ковров с изображением Ататюрка (оба варианта), Ленина (1981) и генерального директора ЮНЕСКО Амаду-Махтара Мбоу (1984). В коврах с портретом Ленина и Мбоу наблюдается некоторое сходство в использовании композиции «Буталы».
Среди работ Алиева встречается много ковров, центральное поле которых состоит из цветочных элементов, сочетающихся с узором «ислими». Такое орнаментальное решение поля встречается в коврах с портретом Александра Пушкина (1987), Аятоллы Хомейни (1993), супругов Клинтон (1997), Эмира Дубая Шейх Мактум Бин Рашид аль-Мактума (1999), и президента России Владимира Путина (2001).
Пряжу своих ковров Камиль Алиев окрашивал сам в собственной мастерской. При этом он пользовался традиционными природными красками. Чтобы передать тона и полутона Алиев применял особую тонкую двойную нить высококачественной шерсти. Концы же этих нитей художник расщеплял на восемь частей. Таким образом на поверхности ковра получались изящные переходы цветов. Такой подход повышал художественные качества портретных ковров Камиля Алиева.

## Память

Мемориальная доска на стене дома в Баку, в котором жил Камиль Алиев. Скульптор — Зейналабдин Искендеров

В исторической части города Баку, районе Ичери-шехер, в доме 18 по улице Гюлля (Башенная), где провёл последние 11 месяцев своей жизни и скончался Камиль Алиев, организован дом-музей художника. Расположен семейный дом-музей в четырехэтажном каменном здании, в экспозиции 127 авторских ковров. Среди экспонатов имеются также незаконченные работы Алиева.
29 октября 2007 года состоялась церемония открытия барельефа Камиля Алиева на стене дома в Баку (Ичери-шехер, ул. Гюлля, дом 18), в котором жил художник. Автором барельефа является заслуженный художник Азербайджана Зейналабдин Искендеров. Барельеф был создан Исполнительной властью города Баку согласно соответствующему распоряжению президента Азербайджана Ильхама Алиева.
19 июля 2011 года президент Азербайджана Ильхам Алиев подписал распоряжение о праздновании 90-летнего юбилея Камиля Алиева. В связи с распоряжением Министерству культуры и туризма Азербайджанской Республики и Союзу художников Азербайджана было поручено подготовить и осуществить план мероприятий, посвященных юбилею Алиева.
22 октября 2011 года в Баку состоялась презентация книги-альбома, посвящённого творчеству Камиля Алиева. 25 октября этого же года в Музее азербайджанского ковра и народного прикладного искусства имени Лятифа Керимова прошла выставка работ художника. Затем в Музейном центре состоялось юбилейное мероприятие, посвящённое творчеству Алиева. На мероприятии с речью выступил министр культуры Азербайджана Абульфас Гараев. В этот же день в Музее азербайджанского ковра прошла научно-практическая конференция в связи с 90-летним юбилеем Камиля Алиева.

## Награды и звания
- Медаль «За боевые заслуги» (1943)[3]
- Медаль «За оборону Кавказа» (1945)[4]
- Заслуженный художник Азербайджанской ССР (1968)
- Народный художник Азербайджанской ССР (1980)
- Орден «Независимость» (1999)[13]